# Novoseltsovo
Novoseltsovo (in armeno Նովոսելցովո?) è un comune di 192 abitanti (2001) della Provincia di Lori in Armenia.